# Libethra reservata
Libethra reservata conocido como tembladera es un insecto del altiplano cundiboyacense que causa graves perjuicios a los ganaderos.
La tembladera es una especie de insecto descrita por primera vez por Brunner von Wattenwyl en 1907. Las especies de Libethra están incluidas en la familia Diapheromeridae. [6] [7] Ninguna subespecie está incluida en el Catalogue of Life. [6]